# Anomalie
Das Fremdwort Anomalie (Plural: die Anomalien) bedeutet „Unregelmäßigkeit, Regelwidrigkeit, Krankhaftigkeit“, das zugehörige Adjektiv heißt im Deutschen anomal. Unter Abnormität versteht man „Regelwidrigkeit, Missgestalt, Ungeheuerlichkeit“.

## Etymologie
Anomalie ist nach lateinischem Vorbild entlehnt aus altgriechisch ἀνωμαλία anomalia („regelwidrig, von der Regel abweichend“), das aus dem Adjektiv altgriechisch ἀνώμαλος anómalos („uneben, unregelmäßig“), das heißt aus der Negation (αν-, „an-“) von altgriechisch ὁμαλός homalós („gleich, eben, glatt“), abgeleitet ist. Das Wort ist folglich lautlich nicht verwandt mit altgriechisch νόμος nómos („Brauch, Sitte, Gesetz“), wurde aber früh darauf bezogen.
Etymologisch besteht auch keine Verwandtschaft mit dem Wort für „Richtschnur, Regel“ (lateinisch norma) und „von der Regel abweichend“ (lateinisch abnormis), dessen über das Französische vermittelte deutsche Entlehnung abnorm eigentlich die stärkere Bedeutung „unnatürlich, auffällig (bzw. infolge einer Störung) von der Norm abweichend“ hat. Im Deutschen haben sich jedoch anomal und abnorm vermischt: die unterschiedliche Nuancierung der Bedeutungen von anomal und abnorm wurde durch häufige austauschbare Verwendung weitgehend eingeebnet und es entstanden die Mischwörter anormal und abnormal.
Der Duden übersetzt sie als „Abweichung vom Normalen“.

## Verwendung
In folgenden Fachgebieten kommt die Anomalie vor:
- In der Astronomie ist die Anomalie der Winkel zur mathematischen Beschreibung der Stellung eines Planeten in seiner Umlaufbahn um die Sonne.[4]
- In der Medizin eine angeborene oder später entstandene Fehlentwicklung eines Organs, oder z. B. chromosomale Anomalien
  - in der Entwicklungspsychologie: z. B. Widerstands-, IQ-Anomalie.
- In der Physik und den Geowissenschaften die zahlenmäßige Abweichung gemessener (allenfalls topografisch korrigierter) Werte eines Potentialfeldes von einem mathematisch definierten Wert im Bezugssystem:
  - Schwereanomalie, eine lokale Anomalie der Schwerebeschleunigung
  - magnetische Anomalie im Magnetfeld der Erde und von Testkörpern
  - elektrische Anomalie bei Erd- und anderen Strömen.
- Im Softwaretest ist eine Anomalie ein Zustand, der vom Erwarteten abweicht. Diese Abweichung kann von der Dokumentation her stammen oder von der Sichtweise/Wahrnehmung oder Erfahrung einer Person. Eine Anomalie ist nicht notwendigerweise ein Problem in der Software. Es kann z. B. bei korrekter Funktion auch auf eine Verbesserung im Testobjekt hindeuten – z. B. Benutzerfreundlichkeit. Eine Anomalie kann auch von etwas anderem als der Software verursacht werden, z. B. ein Testfall wird falsch ausgeführt: in dem Fall wäre die Software laut Spezifikation korrekt, aber der Test wäre dann falsch ausgeführt worden.[5]
- In der Wirtschaft ist es unter anderem Aufgabe der Wirtschaftsprüfer, Unregelmäßigkeiten während der Jahresabschlussprüfung aufzudecken.[6] Diese können auch jederzeit zu Sonderprüfungen bei Aktiengesellschaften und bei Kreditinstituten (Sonderprüfung (KWG)) führen.
- In der Wissenschaftsphilosophie von Thomas S. Kuhn ein Phänomen, das von einem wissenschaftlichen Paradigma nicht erklärt werden kann.[7] „Eine Anomalie ist ein Phänomen, […] auf welches das Paradigma den Forscher nicht vorbereitet hatte“.[8]